# Odette Aicardi
Odette Aicardi (1931-2008) est une enseignante et une botaniste spécialisée en bryologie.

## Biographie
Odette Aicardi est née à Versailles le 1er mai 1931, elle est la cadette d'une famille de neuf enfants. À partir de 1992, elle passe sa retraite auprès de ses huit frères et sœurs et ses nombreux neveux et nièces à Antony (Hauts-de-Seine) où elle décède le 11 juillet 2008,,.

## Carrière
Après des études au lycée de Versailles puis à l'Ecole Normale Supérieure de l'Enseignement Technique (ENSET), elle obtient le Certificat d’Aptitude Professionnelle à l’Enseignement Technique et devient professeur de sciences physiques tout d'abord à Quimper au lycée Paraclet puis à Tours au lycée Choiseul (1971), au lycée Grammont (1972-1991).
Odette Aicardi montre très vite un intérêt pour la botanique (inventaire de plantes protégées) et participe, d'abord, à la collecte en Indre et Loire puis contribue à l'inventaire de la bryoflore française à partir de 1991 jusqu'en 2008,,.
Elle fait partie du groupe d'échanges de bryophytes (Boudier P), contribue à l'index synonymique des bryophytes de France (Granger C), centralise toute donnée ou observation de bryophytes en collaborant avec les bryologues français et européens.
Elle est membre de sociétés savantes : Société botanique du Centre-Ouest, Société d'Etudes de Protection et d'Aménagement de la Nature en Touraine (SEPANT), Société de Botanique de France, Naturalistes parisiens, British Bryological Society.

## Publications
- 1989. Récoltes bryologiques 1988 en Indre-et-Loire. Bull. Soc. Bot. Centre-Ouest (nouv. sér.), 20 : 171-172.
- 1991. Contribution à l'inventaire de la bryoflore française (Année 1991). Bull. Soc. Bot. Centre-Ouest, NS, 23. Par Aicardi O., Boudier P., Fesolowicz P. et al.
- 1998. Contribution à l'inventaire de la bryoflore française. Année 1997. Bull. Soc. Bot. Centre-Ouest, 29 : 467-472.
- Compte-rendu de la 125e Session extraordinaire dans le Haut-Allier, [1993, Société botanique de France, 1994 (OCLC 716159869, lire en ligne)
- 2002. Contribution à l'inventaire de la bryoflore française (année 2001). Apports des bryologues de la SBCO. Bull. Soc. Bot. Centre-Ouest, 33 : 257-264.
- Odette Aicardi, Liste nomenclature des espèces de mousses de la flore de France, Granger, 2003 (lire en ligne)
- 2008. Contribution à l'inventaire de la bryoflore française. Année 2007. Bull. Soc. Bot. Centre-Ouest, 39 : 507-510.